# Senegalia kamerunensis
Espèce
Senegalia kamerunensis est une espèce de plantes à fleurs de la famille des Fabacées.

## Nom vernaculaire
Au Ghana, cette espèce est nommée Sawere.

## Description
Les jeunes branches de la plante sont de couleur brun-jaune et peuvent devenir grises. Les pétioles des feuilles sont normalement longs de 1,5 à 3,5 cm et les fleurs sont blanches et de petite taille. Les graines sont de couleur marron foncé de 5-8 mm de largeur.

## Répartition et habitat
Elle se trouve au Cameroun, en République centrafricaine, au Ghana, en Guinée Bissau, au Liberia, au Niger, au Zaïre, en Ouganda, au Togo, en Sierra Leone, à Sao Tomé-et-Principe, dans les forêts du Soudan et près des rivières au Gabon.

## Utilisation
Elle est utilisée à des fins médicales ou pour le nettoyage des dents. Ses feuilles sont séchées, broyées, bouillies dans de l'eau et bues comme remède contre la rougeole. Les feuilles séchées sont utilisées pour couvrir les plaies. L'écorce de la racine ou la racine entière est dissoute dans le vin de palme et un tampon de laine est trempé dans le liquide puis inséré dans une dent comportant une carie pour soulager la douleur. La sève des feuilles est appliquée comme liniment pour traiter les maladies de la peau et les infections, y compris les champignons. Une décoction des feuilles est utilisée comme bain ou peut être consommée pour diminuer la fièvre. La racine bouillie avec de la farine sert d'aphrodisiaque.